# Abou Ossé FC
Abou Ossé F.C. là một câu lạc bộ bóng đá Togo có trụ sở ở Anié, thi đấu ở giải cao nhất của bóng đá Togo. Sân nhà của đội bóng là Stade Municipal.

## Đội hình hiện tại
Ghi chú: Quốc kỳ chỉ đội tuyển quốc gia được xác định rõ trong điều lệ tư cách FIFA. Các cầu thủ có thể giữ hơn một quốc tịch ngoài FIFA.
| Số | VT | Quốc gia | Cầu thủ          |
| -- | -- | -------- | ---------------- |
| 5  | HV | Togo     | Aboubacar Bag’na |

| Số | VT | Quốc gia | Cầu thủ            |
| -- | -- | -------- | ------------------ |
| 24 | TV | Togo     | Abdoula Ouro Adoyi |

Bản mẫu:Togolese Championnat National